# Pentamyrmex spinosus
Pentamyrmex spinosus (лат.) — вид клопов рода Pentamyrmex из семейства Pentatomidae (Heteroptera) единственный представитель трибы Pentamyrmexini. Первый мирмекоморфный клоп из семейства Настоящие щитники. Эндемик Юго-Восточной Азии: Таиланд.

## Описание
Усики 5-члениковые, первый их сегмент короткий и не достигает вершины головы. Оцеллии развиты, но сравнительно мелкие. Скутеллюм узкий, треугольной формы. Вид был впервые описан в 2014 году американскими энтомологами Дэвидом Райдером (David A. Rider; Department of Entomology, North Dakota State University, Фарго, Северная Дакота, США) и Гарри Брайловским (Harry Brailovsky; Departamento de Zoologia, Instituto de Biologia, UNAM — Национальный автономный университет Мексики, Мехико, Мексика). Учитывая, что систематика триб настоящих щитников находится в хаотическом состоянии (их среди Pentatomidae разные учёные выделяют от 8 до 45) авторы выделяют новый род в отдельную трибу Pentamyrmexini, которая по своим признакам стоит изолированно среди остальных Pentatominae.